# Eriococcus rubrus
Eriococcus rubrus är en insektsart som först beskrevs av Matesova 1960.  Eriococcus rubrus ingår i släktet Eriococcus och familjen filtsköldlöss. Inga underarter finns listade i Catalogue of Life.